# Шанхайська опера
Шанхайська опера (кит. 沪剧; піньїнь: Hùjù), раніше відома як Шеньцю (кит. 申曲; піньїнь: shēnqǔ) — різновид китайської опери з Шанхаю, яку зазвичай співають на шанхайському діалекті. Унікальність китайської опери полягає в тому, що сьогодні практично всі драми в її репертуарі відбуваються в сучасну епоху (20 і 21 століття). Це пов'язано з домінуванням опери Юе в Шанхаї в 1940-х роках .
Хуцю особливо популярна в Байхе, найстарішому районі міста Цінпу в Шанхаї. Існує від восьми до десяти ансамблів у Байхе, і багато місцевих жителів наймають ці ансамблі для виступів на весіллях і похоронах.
Шанхайська опера супроводжується традиційними китайськими інструментами, серед яких Дідзи (поперечна бамбукова флейта), Ерху (двострунна скрипка), Піпа (4-струнний щипковий музичний інструмент типу лютні), Янцін (цимбали) та Перкусія. Інструментарій і стиль тісно пов'язані з інструментальним жанром Цзіаннань сичжу.
Відома китайська композиція «Мелодія фіолетового бамбука» (紫竹调; 紫竹調) була адаптована і використана для Хуцю.

## Історія
Шанхайська опера має коріння з народних пісень району річки Хуанпу. Згідно з історичними записами 1796 року, пройшло понад 200 років культурного розвитку від оригінальних опер Хуагусі до появи сучасної шанхайської опери.
За часів правління імператора Цяньлуна з династії Цін, Хуагусі була популярна у Шанхаї. Під впливом Хуагусі та інших форм драми за часів правління імператора Гуансю династії Цін — ці народні пісні перетворилися на Танхуан (滩簧). Щоб відрізнити їх від Сутан і Нібо Танхуан, шанхайці називали їх «бентань» (本滩) або «шентань» (申滩). Виконання шентань почалося в Шанхаї приблизно в 1900-х роках.
До і після революції 1911 року, шентань виконували на різних майданчиках Шанхаю. У 1914 році Веньбін Шао (邵文滨), Лантін Ши (施兰亭) і Шаолань Дін (丁少兰) організували «дженсіньці» для вдосконалення бентану. Потім він був перейменований на «шенцю» (申曲).
У 1941 році в Шанхаї був заснований «Шанхай Хуцю Ше». Це був ансамбль, який складався з кількох оперних виконавців. Вони перейменували «шенцю» на «Хуцю». У цей період Хуцю стала більш конкретною формою мистецтва.
Протягом 1950-х і 1960-х років Хуцю адаптувала багато сучасних п'єс. Вона прийняла поділ актів і визнала роль драматурга та режисера набагато раніше, ніж інші подібні види мистецтва. «Червоний ліхтар» і «Шацябан» — найвпливовіші п'єси Цзінцзю (Пекінської опери) серед восьми зразкових п'єс, створених під час Культурної революції, — були адаптовані з п'єс Хуцю.

## Характеристики
Хуцю виконується на шанхайському діалекті, який значно відрізняється від мандаринської мови. У місцях, де її виконують, перекладачі часто присутні.
Твори, як правило, відображають певні аспекти реального життя, оскільки вони походять від народних пісень. Вистави раннього Хуцю потребували лише двох виконавців: один грав на музичному інструменті, а інший розповідав сучасні історії. Хуцю також перейняв багато елементів з фільмів і драм, експресії та сценічного оформлення. Завдяки Хуцю люди можуть краще пізнати життя та історію шанхайців.

## Майбутні проєкти
Як і багато інших регіональних оперних стилів, Хуцю знаходиться під загрозою зникнення. Діалект У, який безпосередньо належить Шанхаю, наразі не є популярним серед місцевої аудиторії. Кількість вистав Хуцю зменшується, і мало хто з молодих акторів береться за цей вид мистецтва, коли телебачення і кіно мають більшу популярність та вплив. Тим часом нестача хороших сценаріїв для Хуцю також є проблемою для виживання шанхайської опери.